# Lisa Sparxxx
Lisa Sparxxx, pseudonimo di Lisa Sparks (Bowling Green, 6 ottobre 1977), è un'ex attrice pornografica statunitense.
Detiene il record mondiale per aver preso parte ad una gang bang con 919 uomini il 16 ottobre 2004 all'Eroticon di Varsavia.

## Biografia
Ha studiato all'Università del Kentucky, pagandosi gli studi con l'attività di parrucchiera. Nel 2002 è entrata nell'industria pornografica fondando il proprio sito web LisaSparxxx.com, e nel 2003 ha debuttato in video nel film Dirtier Debutantes #4 con Ed Powers.
La sua filmografia comprende oltre 250 titoli.
Appare nel video del brano musicale Risky Business del rapper Murs.

## Filmografia

### Attrice
- Babes in Pornland 18: White Trash Babes (2003)
- Big Boob Bangeroo 27 (2003)
- Biggest Black Girth on Earth 8 (2003)
- Black and White 1 (2003)
- Black Attack Gang Bang 1 (2003)
- Busty Beauties 6 (2003)
- Chubby Chasers 7 (2003)
- Chubby Chasers 8 (2003)
- Chunky Band Camp (2003)
- Chunky School Girls 3 (2003)
- Dirtier Debutantes 4 (2003)
- Gag Factor 13 (2003)
- Heavy Handfuls 3 (2003)
- Homegrown Video 614 (2003)
- Homegrown Video 618 (2003)
- Horny Housewives In Heat 13 (2003)
- Juggies (2003)
- Knee Pad Nymphos 6 (2003)
- Lisa Sparxxx Amateur Gangbang (2003)
- Lisa's Dark Desires (2003)
- Negro In Mrs. Jones 6 (2003)
- Open Up And Say Ahhh (2003)
- Phat Azz White Girls 5 (2003)
- Real Big Tits 17 (2003)
- Rocks That Ass 23: Return of Sean Bond (2003)
- School of Hard Knockers 1 (2003)
- Screw My Wife Please 32 (And Make Her Sweat Like A Pig) (2003)
- Screwed (2003)
- Swing Shift 1 (2003)
- Swing Shift 4 (2003)
- Throat Management 1 (2003)
- Titty Mania 12 (2003)
- Voluptuous Xtra 7 (2003)
- We Swallow 3 (2003)
- White And Thick (2003)
- 1000 Facials 3 (2004)
- 3 Somes (2004)
- All Amateur Video 12 (2004)
- American Bukkake 23 (2004)
- Anal Beauties (2004)
- Assault My Ass 1 (2004)
- Baby Fat 3 (2004)
- Big White Tits Big Black Dicks (2004)
- Black Tease 1 (2004)
- Bra Busters (2004)
- Chubby Chasers DP Gang Bang (2004)
- Chunky Housecall Nurses 1 (2004)
- Club Hooters 2 (2004)
- Deepthroat Virgins 7 (2004)
- Double DP (2004)
- Double Parked 8: Traffic Jam (2004)
- DP Sweethearts (2004)
- Fitness Sluts 1 (2004)
- Gangbangers 1: Lisa Sparxxx 40 Man GB (2004)
- Gangbangers 3: Lisa Sparxxx (2004)
- Head Clinic (2004)
- Homegrown Video 627 (2004)
- Homegrown Video 629 (2004)
- Leave It to Cleavage (2004)
- Lisa Sparxxx 50 Man Gang Bang (2004)
- MILF Explorer (2004)
- MILF Gangbang 7 (2004)
- MILF Money 4 (2004)
- Mondo Extreme 58: Plugin' All the Holes Gang Bang (2004)
- My Ass Is Yours (2004)
- Phat Azz White Girls 14 (2004)
- Pimp Juice 1 (2004)
- Pros 1 (2004)
- Real Big Tits 20 (2004)
- Seksualny Rekord Swiata 2004 (2004)
- Sex Machines 4 (2004)
- She's A Team Player 2 (2004)
- Toe Jam 2 (2004)
- Truly Nice Tits 7: Super Sized (2004)
- Victoria Givens World Record Anal Gangbang (2004)
- Wives Gone Black 1 (2004)
- Baby Fat 5 (2005)
- Baby Fat 8 (2005)
- Baker's Dozen 7 (2005)
- Big Tit Patrol 2 (2005)
- Blow Me 3 (2005)
- Boob Bangers 2 (2005)
- Boobsville's Big Natural Tits 1 (2005)
- Busty Babes in Lust 1 (2005)
- Chunky School Girls 4 (2005)
- Date My Slut Mom 1 (2005)
- Door To Door Cum Stories (2005)
- Double Dicked 2 (2005)
- Feed Me Some Cum (2005)
- Fucked in the Head 1 (2005)
- Gangbangers 4: I'm Somebody's Bitch (2005)
- MILF POV 2 (2005)
- My Neighbors Daughter 6 (2005)
- Off The Rack 1 (2005)
- Over 30 And Dirty (2005)
- Push in the Tush (2005)
- Throated 1 (2005)
- Whore Gaggers 2 (2005)
- Wives Gone Black 3 (2005)
- Anal and DP Extravaganza 1 (2006)
- Ass Good Ass It Gets (2006)
- Ass Masterpiece 2 (2006)
- Big Ass Fixation 1 (2006)
- Big Boob Brunettes (2006)
- Big Butt MILTF 1 (2006)
- Big Titties 1 (2006)
- Bubble Butt Mothers 2 (2006)
- Busty Beauties: 20th Anniversary Special Edition (2006)
- Deep Throat This 32 (2006)
- Gangbanging Around The World 2 (2006)
- It's My Party 2 (2006)
- Mini Van Moms 1 (2006)
- My Hot Wife Is Fucking Blackzilla 6 (2006)
- My Wife's 1st Monster Cock 6 (2006)
- Paste My Face 1 (2006)
- Share My Cock 3 (2006)
- She's Got It (2006)
- Stacked and Packed 6 (2006)
- Tales From The Clit (2006)
- Thar She Blows (2006)
- Thick and Busty 2 (2006)
- Wives Gone Black 6 (2006)
- Young White Pussy 4 (2006)
- All Amateur Video 34 (2007)
- All American Nymphos 1 (2007)
- Allstar Call Girls (2007)
- Big Butt MILTF 4 (2007)
- Big Loves 1 (2007)
- Big Naturals 1 (2007)
- California Orgy 3 (2007)
- Creampie Surprise 4 (2007)
- Double Bubble White Booty 1 (2007)
- Extreme Holly Threesomes (2007)
- Gangbangers 6: Lisa's Last Gangbang (2007)
- Giant White Greeze Butts 3 (2007)
- Gigantic Brick-House Butts 3 (2007)
- Horny White Mothers 1 (2007)
- L.G.'s Big Booty City 2 (2007)
- MILFs In Heat 1 (II) (2007)
- Mind Blowers 8 (2007)
- Scale Bustin Babes 29 (2007)
- Seasoned Players 1 (2007)
- Super Shots: Ass Fuckers 3 (2007)
- Thanks for the Mammories 1 (2007)
- Ass Out in Vegas (2008)
- Pop Tarts 2 (2008)
- Reverse Bukkake 8 (2008)
- Spunk'd 8 (2008)
- Super Shots: Tushy Talk (2008)
- Big Ass Fixation 4 (2009)
- Masturbation Nation 3 (2009)
- Big Naturals 17 (2010)
- Big Tit Fixation 2 (2010)
- Gigantic Face Smothers 2 (2010)
- Mean Amazon Bitches 3 (2010)
- Racked and Stacked 3 (2010)
- White Ass Attack 4 (2010)
- Big Titty MILF Shake 4 (2011)
- Flab 5 (2011)
- Horny Housekeepers (2011)
- Kitchen Kittens (2011)
- My Dad's A Pervert 4 (2011)
- Sister Wives XXX: A Porn Parody (2011)
- Alexis Golden's Hotel Orgy Foursome Fucking (2012)
- Dude, I Banged Your Mother 5 (2012)
- Fat Hoes Black Bros 2 (2012)
- Nina Hartley: Mommy's POV Cocksucking Adventures (2012)
- Lisa Sparxxx Does Em All (2013)

### Regista
- Assault My Ass 1 (2004)
- Head Clinic (2004)